# Fındıklı (Beyoğlu)
Fındıklı ("il luogo delle nocciole" in Turco) è il quartiere (in turco semt) più settentrionale del distretto di Beyoğlu a Istanbul, in Turchia, sulla costa europea del Bosforo.

## Ubicazione
Il quartiere si trova lungo la sponda europea del Bosforo fra Tophane, a sud e Kabataş, a nord. Verso il mare è un quartiere prevalentemente commerciale e alberghiero, anche se diventa residenziale nelle strade che salgono verso Gümüşsuyu.

## Amministrazione
Le unità amministrative locali ufficiali di Fındıklı sono le mahalle di Ömeravni e Purtelaş.

## Monumenti e luoghi di interesse

### Architetture religiose
La Moschea di Molla Çelebi, situata sul lungomare, fu progettata dall'architetto ottomano Mimar Sinan nel 1561-62. Un tempo essa faceva parte di un complesso comprendente un rifugio per dervisci (tekke) e un hamam, ma entrambi sono andati persi a causa dell'allargamento della strada costiera verso la Meclis-i Mebusan.

### Architetture civili
L'imponente fontana isolata di Hekimoğlu Ali Pascià si trova nel punto in cui Fındıklı si fonde con la vicina Kabataş. Fu costruita nel 1732 per Hekimoğlu Ali Pascià, che ricoprì per due volte il ruolo di gran visir, e originariamente si trovava su un terreno più alto sul lato interno della strada, prima di essere spostata quando la strada costiera fu allargata.
L'università Mimar Sinan ha sede in quelli che un tempo erano i Palazzi Gemelli (in turco Çifte Saraylar) di Münire Sultan e Cemile Sultan, figlie del Sultano Abdülmecid I. Il piccolo parco di Fındıklı che lo affianca contiene sculture realizzate dagli studenti dell'università. I Palazzi Gemelli hanno ospitato per un breve periodo la Camera dei deputati dell'Impero ottomano (in turco Meclis-i Mebusan).

## Educazione
Sul lungomare, il quartiere ospita l'Università di Belle Arti Mimar Sinan.

## Trasporti
Fındıklı è servito dalla linea di tram T1, che la collega a Kabataş e alla penisola storica.